# ドゥギー・ホワイト
ドゥギー・ホワイト（Doogie White、1960年3月7日 - ）は、スコットランド、マザーウェル出身のロックボーカリスト。レインボーやイングヴェイ・マルムスティーンとの活動で知られる。

## 経歴
はじめスコットランドでラパス (La Paz)というバンドのボーカルとして活動していたが、1988年にミッドナイト・ブルーに加入、1991年にはプレイング・マンティスの一員として来日するなど、活動の幅を拡げていった。
その後ピンク・クリーム69やアイアン・メイデンのオーディションを受け、有力な候補となったがいずれも落選。しかしデモ音源を聴いたリッチー・ブラックモアがドゥギーの歌を気に入り、レインボーのオーディションを受けるよう誘われる。コージー・パウエルのソロ・アルバムで歌ったのち、再結成されたレインボーに加入。アルバム『Stranger In Us All』発表の後、ツアー一回のみでレインボーは再び休止状態となってしまった。
その後はロイヤル・ハントのオーディションを受けるも再び落選し、多くのトリビュート作品やロック・オペラ作品などのセッション中心の活動となっていたが、2000年に元ロイヤル・ハントのベーシスト、スティーブ・モーゲンセンとコーナーストーンを結成したのに続き、2001年にはイングヴェイ・マルムスティーンバンド（ライジングフォース）に加入。6年の活動の中『Attack!!』『Unleash The Fury』の2枚のアルバムを残した。一方でコーナーストーンの活動も継続中であり、現在は自身のソロ・アルバムを制作中のようである。
2008年12月22日、イギリスのヘヴィメタルバンド、タンクに加入することが発表された。翌年、タンクにおける初のアルバム「WAR MACHINE」を発表。2011年、初のソロアルバム『AS YET UNTITLED』を発表。
2013年から、マイケル・シェンカーズ・テンプル・オブ・ロックで活動する傍ら、複数のプロジェクトに参加。
2020年末に急遽グラハム・ボネットが脱退したアルカトラスの後任シンガーとして加入することが発表された。

## ディスコグラフィー
| 年   | アーティスト                                   | アルバム名                              |
| ---- | ---------------------------------------------- | --------------------------------------- |
| 1985 | ラパス                                         | Old Habits Die Hard                     |
| 1988 | ラパス                                         | The Amy Tapes                           |
| 2012 | ラパス                                         | Granite                                 |
| 2013 | ラパス                                         | The Dark and the Light                  |
| 1994 | ミッドナイド・ブルー                           | Take the Money and Run                  |
| 1995 | レインボー                                     | 孤高のストレンジャー                    |
| 2013 | レインボー                                     | Black Masquerade – Rockpalast '95       |
| 1997 | チェイン                                       | Eros Of Love And Destruction            |
| 2000 | コーナーストーン                               | Arrival                                 |
| 2002 | コーナーストーン                               | Human Stain                             |
| 2003 | コーナーストーン                               | Once upon Our Yesterdays                |
| 2005 | コーナーストーン                               | In Concert                              |
| 2007 | コーナーストーン                               | Two Tales of One Tomorrow               |
| 2005 | Liesegang / White                              | Visual Surveillance Of Extreme          |
| 2002 | イングウェイ・マルムスティーン                 | Attack!!                                |
| 2005 | イングウェイ・マルムスティーン                 | Unleash the Fury                        |
| 2005 | M3                                             | Rough An' Ready                         |
| 2007 | Empire                                         | Chasing Shadows                         |
| 2009 | ラタ・ブランカ                                 | The Forgotten Kingdom                   |
| 2010 | タンク                                         | War Machine                             |
| 2012 | タンク                                         | War Nation                              |
| 2011 | Demon's Eye                                    | The Stranger Within                     |
| 2015 | Demon's Eye                                    | Under the Neon                          |
| 2011 | ドゥギー・ホワイト                             | As Yet Untitled                         |
| 2011 | マイケル・シェンカーズ・テンプル・オブ・ロック | テンプル・オブ・ロック （１曲のみ参加） |
| 2012 | マイケル・シェンカーズ・テンプル・オブ・ロック | Temple of Rock: Live in Europe          |
| 2013 | マイケル・シェンカーズ・テンプル・オブ・ロック | Bridge the Gap                          |
| 2015 | マイケル・シェンカーズ・テンプル・オブ・ロック | Spirit On A Mission                     |
| 2016 | マイケル・シェンカーズ・テンプル・オブ・ロック | On a Mission: Live in Madrid            |
| 2014 | WAMI                                           | Kill The King                           |
| 2015 | Stardust Reverie Project                       | Proclamation of Shadows                 |

ゲスト参加
- ゲイリー・ヒューズ: Once and Future King Part II (2003)
- プレイング・マンティス: The Journey Goes On (2003)
- 大村孝佳: Nowhere to Go (2004)
- 大村孝佳: Emotions in Motion (2007)
- Anphoria's Empire: Single Believe In The Mothercorn[リンク切れ] (2009) (Story about this song)
- セバスチャン: Tears of White Roses (2010)
- ROADWAY: The EP (2011)